# プレスヴィス
プレスヴィス (Presvis) はイギリスで生産された競走馬。イギリス国外への遠征を重ね、4318943ポンドの賞金を収得し、イギリス調教馬としての記録を保持していた。全8勝中7勝までがライアン・ムーアの騎乗によるものだった。

## 経歴

### 2008年（4歳）
4歳にしてようやく競走馬デビュー戦を迎え、5月にメイドン競走（未勝利戦）に出走して3着となり、その後もメイドン競走を2走して2走とも5着となった。そしてデビュー4戦目のオーガストハンデキャップ（一般競走）を制して初勝利を挙げた。初勝利後は一般競走で2走連続2着となり、9月のジョンスミスステークス（一般競走）では以降主戦騎手となるライアン・ムーアが初めて騎乗し、2勝目を挙げた。しかしその後は休養に入り、目立った成績を残すことなく4歳を終えた。

### 2009年（5歳）
休養を終えてドバイ遠征を行い、ナドアルシバ競馬場の一般競走を2連勝した。そして3月に重賞およびG1競走初挑戦となるドバイデューティーフリーに出走することになった。当時連勝中ながらほかに目立った勝ち鞍のなかった本馬だったが、イギリスブックメーカーが設定したオッズでは4番人気に支持されていた。そしてレースでは、道中後方に控え最後の直線で追い込んだが、逃げるグラディアトラスを捕らえられず、3馬身4分の1差で敗れて2着だった。レース後は香港に渡り4月のクイーンエリザベス2世カップに2番人気で出走し、レースでは道中後方に控え最後の直線で後方から追い込み、2着となった1番人気のヴィヴァパタカに1馬身差をつけて勝利し、重賞およびG1競走初勝利を挙げた。騎手のムーアとルカ・クマーニ厩舎、さらにはイギリス調教馬としても同競走初勝利となった。
その後シンガポールに遠征し、5月のシンガポール航空国際カップに1番人気で出走したが2着だった。休養をはさみ、11月のレースで2着に入ったあと、香港に遠征し香港カップに出走、ヴィジョンデタの3着だった。

### 2010年（6歳）
ドバイ遠征を行い、2月5日のアルタイエルモーターズトロフィーに出走し2着となった。その後3月4日のジェベルハッタ (G2) に出走し、勝利を収めた。しかし本番のドバイデューティーフリーでは11着と惨敗した。その後香港に渡り4月のクイーンエリザベス2世カップに出走したが5着に敗れ、連覇はならなかった。その後、シンガポールに渡り5月16日のシンガポール航空国際カップではリザーズディザイアの5着に終わった。6月16日のプリンスオブウェールズステークスではいいところなく9着に敗れた。

### 2011年（7歳）
休養を終えてドバイ遠征を行い、1月27日のアルラシディーヤ (G2) に出走し勝利を収めた。その後3月3日のジェベルハッタ (G2) では3着となった。3月26日のドバイデューティフリーで1着となり2度目のG1勝利となった。その後香港に渡り4月のチャンピオンズマイルに出走したがエクステンションの6着、シンガポールに渡り5月22日のシンガポール航空国際カップでは10着に終わった。

### 2012年（8歳）
休養を終えてドバイ遠征を行い、1月26日のアルラシディーヤ (G2) に出走したが5着。その後3月10日のジェベルハッタでは9着に終わった。本番のドバイデューティーフリーでは14着と惨敗し、連覇はならなかった。このあと引退、フランスで余生を過ごしていたが、疝痛により死亡した。

## 年度別競走成績
- 2008年（4歳） 7戦2勝
- 2009年（5歳） 7戦3勝
  - 1着 クイーンエリザベス2世カップ (G1)
  - 2着 ドバイデューティーフリー (G1) 、シンガポール航空国際カップ (G1)
- 2010年（6歳） 6戦1勝
- 2011年（7歳） 5戦2勝
  - 1着  ドバイデューティーフリー (G1)
- 2012年（8歳） 3戦0勝

※2012年3月31日現在。

## 血統表
| プレスヴィスの血統リヴァーマン系 / Northern Dancer 5×4=9.38%（父内）、Nasrullah 5×5×5=9.38% | プレスヴィスの血統リヴァーマン系 / Northern Dancer 5×4=9.38%（父内）、Nasrullah 5×5×5=9.38% | プレスヴィスの血統リヴァーマン系 / Northern Dancer 5×4=9.38%（父内）、Nasrullah 5×5×5=9.38% | （血統表の出典）    | （血統表の出典） |
| 父 Sakhee 1997 鹿毛                                                                         | 父の父Bahri 1992 栗毛                                                                       | Riverman                                                                                    | Never Bend          | Never Bend       |
| 父 Sakhee 1997 鹿毛                                                                         | 父の父Bahri 1992 栗毛                                                                       | Riverman                                                                                    | River Lady          |                  |
| 父 Sakhee 1997 鹿毛                                                                         | 父の父Bahri 1992 栗毛                                                                       | Wasnah                                                                                      | Nijinsky II         | Nijinsky II      |
| 父 Sakhee 1997 鹿毛                                                                         | 父の父Bahri 1992 栗毛                                                                       | Wasnah                                                                                      | Highest Trump       |                  |
| 父 Sakhee 1997 鹿毛                                                                         | 父の母Thawakib 1990 鹿毛                                                                    | Sadler's Wells                                                                              | Northern Dancer     | Northern Dancer  |
| 父 Sakhee 1997 鹿毛                                                                         | 父の母Thawakib 1990 鹿毛                                                                    | Sadler's Wells                                                                              | Fairy Bridge        |                  |
| 父 Sakhee 1997 鹿毛                                                                         | 父の母Thawakib 1990 鹿毛                                                                    | Tobira Celeste                                                                              | Ribot               | Ribot            |
| 父 Sakhee 1997 鹿毛                                                                         | 父の母Thawakib 1990 鹿毛                                                                    | Tobira Celeste                                                                              | Heavenly Body       |                  |
| 母 Forest Fire 1995                                                                         | 母の父Never So Bold 1980 鹿毛                                                               | Bold Lad II                                                                                 | Bold Ruler          | Bold Ruler       |
| 母 Forest Fire 1995                                                                         | 母の父Never So Bold 1980 鹿毛                                                               | Bold Lad II                                                                                 | Barn Pride          |                  |
| 母 Forest Fire 1995                                                                         | 母の父Never So Bold 1980 鹿毛                                                               | Never Never Land                                                                            | Habitat             | Habitat          |
| 母 Forest Fire 1995                                                                         | 母の父Never So Bold 1980 鹿毛                                                               | Never Never Land                                                                            | Whimsical           |                  |
| 母 Forest Fire 1995                                                                         | 母の母Mango Sampaquita 1985                                                                 | Colombian Friend                                                                            | Fair Ruler          | Fair Ruler       |
| 母 Forest Fire 1995                                                                         | 母の母Mango Sampaquita 1985                                                                 | Colombian Friend                                                                            | Faint Blossom       |                  |
| 母 Forest Fire 1995                                                                         | 母の母Mango Sampaquita 1985                                                                 | Twins Fire                                                                                  | Firestreak          | Firestreak       |
| 母 Forest Fire 1995                                                                         | 母の母Mango Sampaquita 1985                                                                 | Twins Fire                                                                                  | Forest Row F-No.7-d |                  |